# Areca ledermanniana
Areca ledermanniana är en enhjärtbladig växtart som beskrevs av Odoardo Beccari. Areca ledermanniana ingår i släktet Areca och familjen Arecaceae. Inga underarter finns listade i Catalogue of Life.